# Sanchytriomycetes
Sanchytriomycetes Tedersooet al., 2018 é uma classe monotípica de fungos cuja única ordem é Sanchytriales Tedersoo et al. 2018. Esta ordem é também um táxon monotípico tendo como única família Sanchytriaceae.

## Descrição
Talo monocêntrico, epibiótico, penetra na parede do hospedeiro com rizóide em espécies parasitárias. Reprodução sexuada desconhecida. A maior parte das espécies são principalmente patógenos de algas Xanthophyceae de água doce.

## Sistemática
Sanchytriomycetes é um táxon monotípico cuja única ordem é Sanchytriales:
- Classe: Sanchytriomycetes Tedersoo, Sánchez-Ramírez, Kõljalg, Bahram, Döring, Schigel, T. May, M. Ryberg & Abarenkov 2018
  - Ordem: Sanchytriales Tedersoo, Sánchez-Ramirez, Kõljalg, Bahram, Döring, Schigel, T. May, M. Ryberg & Abarenkov 2018
    - Família: Sanchytriaceae Karpov & Aleoshin 2017
      - Género Amoeboradix Karpov, López-García, Mamkaeva & Moreira 2020
        -           - Espécie Amoeboradix gromovii Karpov, López-García, Mamkaeva & Moreira 2020

        - Género Sanchytrium Karpov & Aleoshin 2017
          - Espécie Sanchytrium tribonematis Karpov & Aleoshin 2017[6][7].

Em 2002, apenas duas espécies completamente descritas pertenciam à classe Sanchytriomycota..